# 神経分泌ニューロン
神経分泌ニューロンは神経細胞（ニューロン）の一種である。

## 概要
ほ乳類の神経分泌ニューロンはニューロンと同じく細胞体、樹状突起、軸索から構成されている。しかし一般のニューロンと違って、軸索の少なくとも一本が毛細血管に投射し神経ホルモンを血管に分泌している。たとえば視床下部視索上核のバゾプレシン含有神経分泌ニューロンは脳下垂体後葉に投射して毛細血管にバゾプレシンを分泌する。神経分泌ニューロンの他の軸索側枝はその軸索末端にシナプス構造があり、他のニューロンにシナプス伝達をし、普通のニューロンと同じく神経回路網を形成している。